# Liste d'élections en 1901
Chronologie des élections
- 1897
- 1898
- 1899
- 1900
- 1901
- 1902
- 1903
- 1904
- 1905

Cet article recense les élections organisées durant l'année 1901.

La plupart des États à l'aube du XXe siècle appliquent le suffrage censitaire masculin. Certains ont toutefois adopté le suffrage universel masculin. À cette date, le seul pays au monde à autoriser les femmes à voter est la Nouvelle-Zélande, depuis 1893. Dans l'Australie nouvellement fédérée, les femmes peuvent néanmoins voter dans deux États membres de la fédération ; elles obtiendront ce droit à travers toute l'Australie en 1902.

## Élections nationales en 1901
Cette section concerne les élections législatives et présidentielles dans un état souverain, éventuellement fédéral, ainsi que leurs principaux référendums.
| Date                           | État               | Élection ou référendum   | Contexte | Résultat |
| ------------------------------ | ------------------ | ------------------------ | --- | --- |
| 16 janvier 1900 - 28 mars 1901 | États-Unis         | Sénat (en)               | | Cette section est vide, insuffisamment détaillée ou incomplète. Votre aide est la bienvenue ! Comment faire ? |
| 1901                           | Équateur           | Présidentielle (en)      | Probablement en août. Élection au suffrage quasi-universel masculin (illettrés exclus). Plusieurs candidats, tous libéraux radicaux (en). | Leónidas Plaza est élu avec 88,8 % des voix, devant Lizardo García (en) |
| 1901                           | États-Unis         | Chambre (en)             | | Cette section est vide, insuffisamment détaillée ou incomplète. Votre aide est la bienvenue ! Comment faire ? |
| 1901                           | Argentine          | Sénatoriales (es)        | | Cette section est vide, insuffisamment détaillée ou incomplète. Votre aide est la bienvenue ! Comment faire ? |
| 9 - 15 mars                    | Roumanie           | Générales (en)           | | Cette section est vide, insuffisamment détaillée ou incomplète. Votre aide est la bienvenue ! Comment faire ? |
| 29 - 30 mars 1901              | Australie          | Fédérales                | Premières élections après l'unification du pays le 1er janvier. Le droit de vote varie selon les États (avant d'être harmonisé en 1902 pour les élections fédérales). L'Australie-Méridionale et l'Australie-Occidentale appliquent le suffrage universel, ouvert aux femmes aussi bien qu'aux hommes. À l'inverse, la Tasmanie applique encore le suffrage censitaire masculin. Les autres États de la fédération appliquent le suffrage universel masculin. La population autochtone est néanmoins exclue du droit de vote, dans tous les États (avec des exceptions ponctuelles en Australie-Méridionale). | Parlement sans majorité. Le Parti protectionniste obtient une majorité relative des sièges. Edmund Barton est nommé premier ministre, et premier dirigeant de la nouvelle fédération. |
| 29 - 30 mars 1901              | Australie          | Sénatoriales (en)        | | Cette section est vide, insuffisamment détaillée ou incomplète. Votre aide est la bienvenue ! Comment faire ? |
| Mai 1901                       | Liberia            | Présidentielle (nl)      | Élection au suffrage masculin restreint (ethnique). Le président William D. Coleman a démissionné en décembre 1900 à la suite de désaccords politiques avec son propre gouvernement. Son ministre des Affaires étrangères Garretson Gibson lui succède dans l'intérim avant la présidentielle. Leur parti commun, le parti True Whig, soutient Gibson pour l'élection. À cette date, le droit de vote est réservé presque exclusivement aux colons afro-américains ; la population autochtone du Liberia en est exclue.                                                                                       | Garretson W. Gibson (parti True Whig) l'emporte face à William Coleman, qui se présente sous l'étiquette du People's Party (nl). |
| 19 mai                         | Espagne            | Générales                | Élections au suffrage universel masculin. (Le droit de vote s'acquiert à l'âge de 25 ans.) | Alternance. Le Parti libéral remporte une majorité absolue des sièges. Práxedes Mateo Sagasta redevient président du Conseil des ministres. |
| 22 mai                         | Serbie             | Assemblée nationale (en) | | Cette section est vide, insuffisamment détaillée ou incomplète. Votre aide est la bienvenue ! Comment faire ? |
| 14 juin                        | Pays-Bas           | 2de Chambre (nl)         | Élection au suffrage censitaire masculin. | Parlement sans majorité. La Ligue démocratique libérale (nl) conserve sa majorité relative (un quart des sièges). C'est néanmoins Abraham Kuyper (Parti antirévolutionnaire : protestant, anti-libéral) qui est nommé premier ministre.                                                                                       |
| 25 juin                        | Chili              | Présidentielle (en)      | | Cette section est vide, insuffisamment détaillée ou incomplète. Votre aide est la bienvenue ! Comment faire ? |
| 5 août                         | Serbie             | Sénatoriales (en)        | | Cette section est vide, insuffisamment détaillée ou incomplète. Votre aide est la bienvenue ! Comment faire ? |
| 6 octobre                      | Portugal           | Législatives (en)        | Élections au suffrage censitaire masculin. | Le Parti régénérateur (conservateur, favorable à la préservation des prérogatives du roi) conserve sa majorité absolue des sièges. Ernesto Hintze Ribeiro demeure premier ministre. |
| 26 novembre                    | Uruguay            | Législatives (en)        | | Cette section est vide, insuffisamment détaillée ou incomplète. Votre aide est la bienvenue ! Comment faire ? |
| 31 décembre                    | Cuba (1902 – 1959) | Générales (en)           | Élections au suffrage censitaire masculin. Première élection présidentielle, et secondes élections législatives. Le pays est sous occupation américaine ; ces élections marquent une transition vers une indépendance de façade en 1902, Cuba restant ensuite sous domination américaine en raison de l'amendement Platt. | Parlement sans majorité. Le Parti national (es) obtient une majorité relative des sièges à la Chambre des représentants. Tomás Estrada Palma (sans étiquette) est élu président de la République avec 74,2 % des voix. Son seul adversaire, Bartolomé Masó (es), s'est retiré avant le scrutin, sous pression des États-Unis. |

## Élections en subdivisions nationales en 1901
Cette section concerne les élections législatives dans un État fédéré, une subdivision territoriale ou une colonie d'un État souverain, ainsi que leurs principaux référendums.
| Date                               | Subdivision            | État               | Élection ou référendum | Contexte | Résultat |
| ---------------------------------- | ---------------------- | ------------------ | ---------------------- | --- | --- |
| 12 décembre 1900 - 18 janvier 1901 | Cisleithanie           | Autriche-Hongrie   | Législatives (en)      | | Cette section est vide, insuffisamment détaillée ou incomplète. Votre aide est la bienvenue ! Comment faire ? |
| 1901                               | Dalmatie               | Autriche-Hongrie   | Législatives (en)      | | Cette section est vide, insuffisamment détaillée ou incomplète. Votre aide est la bienvenue ! Comment faire ? |
| 1901                               | Îles Féroé             | Danemark           | Générales (en)         | | Cette section est vide, insuffisamment détaillée ou incomplète. Votre aide est la bienvenue ! Comment faire ? |
| 1901                               | Guyane britannique     | Empire britannique | Générales (en)         | | Cette section est vide, insuffisamment détaillée ou incomplète. Votre aide est la bienvenue ! Comment faire ? |
| Janvier                            | Jamaïque               | Empire britannique | Générales (en)         | | Cette section est vide, insuffisamment détaillée ou incomplète. Votre aide est la bienvenue ! Comment faire ? |
| 28 janvier                         | Bulgarie               | Empire ottoman     | Législatives (en)      | Élection au suffrage universel masculin. | Alternance. Parlement sans majorité. Le parti libéral progressiste (en) obtient une majorité relative des sièges. Racho Petrov (sans étiquette) est nommé premier ministre. |
| 3 avril                            | Danemark               | Danemark           | Législatives           | Élections au suffrage censitaire masculin. Premières élections danoises à bulletin secret.                                                                   | Le Parti de la gauche réformiste conserve une majorité absolue des sièges au Folketing (parlement). Johan Henrik Deuntzer est nommé premier ministre. C'est la première fois que le premier ministre est nommé en accord avec la majorité parlementaire, et non plus selon le bon vouloir du monarque. Deuntzer dirige ainsi le premier gouvernement de gauche dans l'histoire du pays, tandis que cette élection marque le début d'un régime parlementaire. |
| 24 avril                           | Australie-Occidentale  | Australie          | Étatiques (en)         | | Cette section est vide, insuffisamment détaillée ou incomplète. Votre aide est la bienvenue ! Comment faire ? |
| Mai                                | Suriname               | Pays-Bas           | Législatives (nl)      | | Cette section est vide, insuffisamment détaillée ou incomplète. Votre aide est la bienvenue ! Comment faire ? |
| 3 juillet                          | Nouvelle-Galles du Sud | Australie          | Étatiques (en)         | | Cette section est vide, insuffisamment détaillée ou incomplète. Votre aide est la bienvenue ! Comment faire ? |
| 2 octobre                          | Nouvelle-Écosse        | Canada             | Générales (en)         | | Cette section est vide, insuffisamment détaillée ou incomplète. Votre aide est la bienvenue ! Comment faire ? |
| 2 - 9 octobre                      | Hongrie                | Autriche-Hongrie   | Législatives (en)      | Élection au suffrage censitaire masculin. Le droit de vote en Hongrie est restreint afin de préserver la domination politique de la population magyarophone. | Le Parti libéral conserve sa majorité absolue des sièges. Kálmán Széll demeure premier ministre. |
| 8 - 15 octobre                     | Bohême                 | Autriche-Hongrie   | Législatives (cs)      | | Cette section est vide, insuffisamment détaillée ou incomplète. Votre aide est la bienvenue ! Comment faire ? |
| 6 - 9 novembre                     | Croatie-Slavonie       | Autriche-Hongrie   | Législatives (en)      | | Le Parti populaire (en) (libéral) conserve la majorité absolue des sièges. |